# Evania curtigena
Evania curtigena är en stekelart som beskrevs av Jean-Jacques Kieffer 1911. Evania curtigena ingår i släktet Evania och familjen hungersteklar. Inga underarter finns listade i Catalogue of Life.